# Macintosh LC 520
De Macintosh LC 520 is een personal computer die ontworpen, gefabriceerd en verkocht werd door Apple Computer van juli 1993 tot februari 1994. Deze alles-in-één-computer werd door Apple uitsluitend op de onderwijsmarkt aangeboden. Op de consumentenmarkt werd het toestel verkocht als Macintosh Performa 520.
De behuizing was aanzienlijk groter dan die van de compacte Macintosh-modellen die eraan vooraf gingen vanwege het grotere scherm en de geïntegreerde cd-romspeler, microfoon en luidsprekers. De LC 520 werd omschreven als "een LC III waar een 14-inch Trinitron-beeldscherm en stereoluidsprekers aan vastgekleefd zijn". Het moederbord van de LC 520 is in grote lijnen identiek aan de LC III, met een Motorola 68030-processor en een optionele Motorola 68882-FPU. De cd-romspeler maakte gebruik van een caddy.
De computer werd over het algemeen positief onthaald in de pers, al viel wel de opmerking dat het toestel met zijn gewicht van meer dan 18 kg niet echt draagbaar te noemen was, een eigenschap die Apple in de jaren tachtig nochtans dikwijls in de verf had gezet voor zijn compacte Macintoshes. MacWEEK merkte op dat de introductie van de LC 520 samenviel met het tijdstip waarop scholen over nieuwe aankopen beslisten en dat de beslissing van Apple om de computer uitsluitend op de onderwijsmarkt aan te bieden deel uitmaakte van de strategische keuze om het merk "LC" weg te halen van de consumentenmarkt.
De LC 520 werd in februari 1994 stopgezet en vervangen door zowel de snellere maar verder identieke LC 550 als door de nieuwe LC 575 die met een Motorola 68LC040-processor uitgerust was.

## Modellen
Beschikbaar vanaf 28 juni 1993:
- Macintosh LC 520:[3] 5 MB RAM, 80 MB harde schijf (uitsluitend voor Amerikaanse onderwijsinstellingen)
- Macintosh Performa 520:[4] consumentenversie van de LC 520 (niet beschikbaar in de Verenigde Staten)

## Specificaties
- Processor: Motorola 68030, 25 MHz
- FPU : optionele Motorola 68882
- Systeembus snelheid: 25 MHz
- ROM-grootte: 1 MB
- Databus: 32 bit
- RAM-type: 80 ns 72-pin SIMM
- Standaard RAM-geheugen: 5 MB
  - Uitbreidbaar tot maximaal 36 MB
  - RAM-sleuven: 1
- Standaard video-geheugen: 512 kB VRAM[a]
  - Uitbreidbaar tot maximaal 768 kB VRAM[b]
  - VRAM-sleuven: 1
- Standaard diskettestation: 3,5-inch, 1,44 MB
- Standaard harde schijf: 80 MB (SCSI)
- Standaard optische schijf: ingebouwde Apple CD 300i cd-romspeler (SCSI)[c]
- Uitbreidingssleuven: PDS
- Type batterij: 3,6 volt Lithium
- Beeldscherm: 14-inch (35,5 cm) Sony Trinitron-kleurenscherm
- Uitgangen:
  - 2 ADB-poorten (mini-DIN-4) voor toetsenbord en muis
  - 1 SCSI-poort (DB-25)
  - 2 seriële poorten (mini-DIN-8)
  - 1 audio-uit (3,5 mm jackplug)
  - 1 audio-in (3,5 mm jackplug)
  - 1 hoofdtelefoon (3,5 mm jackplug)
- Ondersteunde systeemversies: 7.1 t/m 7.6.1
- Afmetingen: 45,5 cm x 34,4 cm x 42,0 cm (h×b×d)
- Gewicht: 18,4 kg

Uit productie: 1984: Macintosh 128K, Macintosh 512K · 1985: Macintosh XL · 1986: Macintosh Plus · 1987: Macintosh II, Macintosh SE · 1988: Macintosh IIx · 1989: Macintosh SE/30, Macintosh IIcx, Macintosh IIci, Macintosh Portable · 1990: Macintosh IIfx, Macintosh Classic, Macintosh IIsi, Macintosh LC serie · 1991: Macintosh Quadra 700, Macintosh Quadra 900, Apple PowerBook · Macintosh Classic II · 1992: Macintosh IIvx, Macintosh Quadra 950, PowerBook Duo, Macintosh Performa serie · 1993: Macintosh Centris serie, Macintosh Color Classic, Macintosh TV · Apple Workgroup Server · 1994: Power Macintosh · 1997: Power Macintosh G3, PowerBook G3, Twentieth Anniversary Macintosh · 1998: iMac · 1999: iBook, Power Mac G4 · 2000: Power Mac G4 Cube · 2001: PowerBook G4 · 2002: eMac, iMac G4 · 2003: Xserve, Power Mac G5 · 2004: iMac G5 · 2005: Mac mini · 2006: MacBook · 2015: MacBook (Retina) · 2017: iMac Pro

Huidige modellen: MacBook Air, MacBook Pro, iMac, Mac mini, Mac Studio, Mac Pro